# Delphyne Burlet
Delphyne Burlet, auch Delphyne Heymann-Burlet (* 24. November 1966 in Chamonix) ist eine ehemalige französische Biathletin.
Delphyne Burlet, die mit dem deutsch-französischen Biathleten Andreas Heymann verheiratet war, begann 1991 mit dem Biathlonsport. Die in Hotonnes lebende frühere Sportlerin startete für Douanes SC Bellegarde. Ihr Weltcupdebüt gab sie 1992 in Fagernes und wurde auf Anhieb Zweite im Sprint. Diese Platzierung erreichte sie nochmals bei einem Massenstart 2001 in Antholz, konnte jedoch nie ein Einzelrennen gewinnen. Siegen konnte sie jedoch mit der Staffel 2002 in Antholz. 1992/93 wurde sie Sechste im Gesamtweltcup, 2000/01 Elfte und 1991/92 Dreizehnte.
1992 in Albertville, 1994 in Lillehammer und 2002 in Salt Lake City nahm Burlet an Olympischen Spielen teil. 1992 wurde sie Sechste im Einzel und Neunte im Sprint, 1994 gewann sie die Bronzemedaille mit der Staffel. Zwischen 1993 und 2001 nahm sie an mehreren Weltmeisterschaften teil. Sieben Mal kam sie dabei auf Platzierungen unter den besten Zehn, jedoch erreichte sie nie eine bessere Platzierung als Rang fünf. Mit der Staffel und in der Mannschaft war sie erfolgreicher und gewann 1993 in Borowez zusammen mit Nathalie Beausire, Anne Briand und Corinne Niogret den Mannschaftstitel. In der Besetzung Niogret, Véronique Claudel, Burlet und Briand holte sie bei derselben Veranstaltung Silber mit der Staffel. Eine weitere Staffelmedaille sicherte sie sich 1999 zusammen mit Florence Baverel, Christelle Gros und Niogret in Kontiolahti als Dritte. Burlet war Startläuferin in diesem wegen großer Kälte mehrfach verschobenen Rennen.

## Biathlon-Weltcup-Platzierungen
Die Tabelle zeigt alle Platzierungen (je nach Austragungsjahr einschließlich Olympische Spiele und Weltmeisterschaften).
- 1.–3. Platz: Anzahl der Podiumsplatzierungen
- Top 10: Anzahl der Platzierungen unter den ersten zehn (einschließlich Podium)
- Punkteränge: Anzahl der Platzierungen innerhalb der Punkteränge (einschließlich Podium und Top 10)
- Starts: Anzahl gelaufener Rennen in der jeweiligen Disziplin

| Platzierung                               | Einzel | Sprint | Verfolgung | Massenstart | Team | Staffel | Gesamt |
| ----------------------------------------- | ------ | ------ | ---------- | ----------- | ---- | ------- | ------ |
| 1. Platz                                  |        |        |            |             | 1    | 1       | 2      |
| 2. Platz                                  |        | 1      |            | 1           |      | 2       | 4      |
| 3. Platz                                  |        | 2      |            |             | 1    | 6       | 9      |
| Top 10                                    | 6      | 13     | 8          | 6           | 2    | 22      | 57     |
| Punkteränge                               | 22     | 34     | 18         | 11          | 2    | 22      | 109    |
| Starts                                    | 37     | 57     | 30         | 12          | 2    | 22      | 160    |
| Stand: Karriereende, Daten nicht komplett |        |        |            |             |      |         |        |